# Alpiscorpius phrygius
Espèce
Synonymes
- Euscorpius mingrelicus phrygius Bonacina, 1980
- Euscorpius mingrelicus legrandi Lacroix, 1995

Alpiscorpius phrygius est une espèce de scorpions de la famille des Euscorpiidae.

## Distribution
Cette espèce est endémique de Turquie. Elle se rencontre dans les provinces d'Ankara, de Bolu de Düzce, de Karabük et de Sakarya.

## Description
Le mâle décrit par Tropea, Yağmur et Fet en 2015 mesure 24,89 mm et la femelle 25,47 mm.

## Systématique et taxinomie
Cette espèce a été décrite sous le protonyme Euscorpius mingrelicus phrygius par Alberto Bonacina (d) en 1980. Elle est élevée au rang d'espèce par Tropea, Yağmur et Fet en 2015. Elle est placée dans le genre Alpiscorpius par Kovařík, Štundlová, Fet et Šťáhlavský en 2019.

## Étymologie
Son nom d'espèce lui a été donné en référence au lieu de sa découverte, la Phrygie.

## Publication originale
- (it) Alberto Bonacina, « Sistematica specifica e sottospecifica del complesso Euscorpius germanus (Scorpiones, Chactidae) », Rivista del Museo Civico di Scienze Naturali Enrico Caffi"", vol. 2,‎ 1980, p. 47-100 (ISSN 0393-8700, lire en ligne).